# میدوبروک (ویرجینیا)
میدوبروک (به انگلیسی: Meadowbrook) یک منطقهٔ مسکونی در ایالات متحده آمریکا است که در شهرستان چسترفیلد، ویرجینیا واقع شده‌است. میدوبروک ۱۸٬۳۱۲ نفر جمعیت دارد.